# Guy Bolton
Guy Bolton (Hertfordshire, Reino Unido, 23 de noviembre de 1884-Londres, 4 de septiembre de 1979) fue un escritor de comedias musicales estadounidense, de origen inglés. En colaboración con George Middleton escribió diez musicales. Otros de sus colaboradores fueron George e Ira Gershwin, y Oscar Hammerstein II.
Algunas de las obras más famosas en las que participó son Tip-Toes (1924) o Lady, Be Good! (1925).